# Ferrol (stacja kolejowa)
Ferrol – stacja końcowa kolei wąskotorowej FEVE oraz kolei szerokotorowej w Ferrol, w Galicji, w Hiszpanii.
Połączenie między Betanzos a Ferrol zostało zainaugurowane 2 lutego 1912 z okazji przyjazdu do Ferrol króla Alfonsa XIII na wodowanie pancernika, linia wtedy była jeszcze w trakcie budowy. Oficjalne zakończenie prac i otwarcie linii nastąpiło 5 maja 1913.
| Ferrol                                       |  |          |
| Linia Ferrol – Oviedo/Gijon (0 km)           |  |          |
|                                              |  | San Xoan |
| Linia Betanzos Infiesta – Ferrol (42,882 km) |  |          |
| Nedaodległość: 6,182 km                      |  |          |